# Чикаго-бойз
«Чика́го-бойз» (англ. Chicago boys — букв. «Чикагские мальчики») — группа из приблизительно 25 чилийских экономистов 1970-х годов (большинство из них получили экономическое образование в Высшей школе экономики при Папском Католическом университете Чили), работавших во время пришедшего к власти военного режима Аугусто Пиночета, с целью построения экономики «свободного рынка» в Чили и децентрализации её экономико-политической системы.
Приставка «Чикаго-» возникла из-за того, что в 1956 году экономический факультет Католического университета Чили подписал трёхлетнюю программу тесного сотрудничества с экономическим факультетом Чикагского университета, в то время возглавляемым Милтоном Фридманом, автором концепции «шоковой терапии». Фактически, Чили стала одним из первых плацдармов для масштабных экономических экспериментов по коренной перестройке «социалистической» экономики в «свободную капиталистическую».
Впоследствии название «чикагские мальчики» стало общеупотребительным словом, означающим «шоковых терапевтов» в сфере национальной экономики.

## Состав группы
Пять ключевых фигур:
- Хорхе Кауяс (министр финансов Чили с 1974 по 1976)
- Серхио де Кастро (министр экономики с 1975 по 1976, министр финансов Чили с 1977 по 1982)
- Пабло Бараона (председатель Центрального банка Чили с 1975 по 1976, министр экономики Чили с 1976 по 1979)
- Хосе Пиньера (министр труда и пенсионного страхования Чили с 1978 по 1980, министр горнорудного производства Чили с 1980 по 1981)
- Эрнан Бучи (министр финансов Чили с 1985 по 1989)

Из этих пяти экономистов, де Кастро и Бараона получили степень доктора в Чикагском университете, Пиньера в Гарвардском, Бучи и Кауяс докторами не были.
Из остальных к чикаго-бойз относят:
- Альваро Бардон (председатель Центрального банка Чили с 1977 по 1981, министр экономики Чили с 1982 по 1983)
- Хуан-Карлос Мендес (Управление бюджетом Чили с 1975 по 1981)
- Эмилио Санфуэнтес (Экономический советник Центрального банка Чили)
- Серджио де ла Куадра (председатель Центрального банка Чили с 1981 по 1982, министр финансов Чили с 1982 по 1983)
- Мигель Каст (министр планирования Чили с 1978 по 1980, министр труда с 1980 по 1982, председатель Центрального банка Чили в 1982)
- Мартин Костабаль (Управление бюджетом Чили с 1987 по 1989)
- Хуан Аристиа Матте (глава Частной пенсионной системы Чили с 1980 по 1990)
- Мария-Тереза Инфанте (министр труда с 1988 по 1990)

## Экономические реформы в Чили
Отправные пункты неолиберальной модели стабилизации и модернизации чилийской экономики сводились в основном к следующим принципам:
- основа экономической и политической стабильности — это экономическое процветание;
- основа экономического процветания — это свободная частная инициатива и частное предпринимательство в производственной и финансовой сферах;
- модернизация национальной экономики в целях повышения её конкурентоспособности на мировом рынке;
- отказ от протекционизма;
- «открытие» экономики путём снижения таможенных тарифов и отмена нетаможенных ограничений на импорт;
- создание оптимально благоприятных условий для привлечения и деятельности иностранного капитала на основе прямого инвестирования и предоставление чилийскому частному сектору права получения внешних кредитов;
- сокращение прямого государственного вмешательства, разрешение лишь косвенных методов госрегулирования;
- экономический рост удовлетворит потребности высших слоев, это приведет к отчислению ими «излишков» в пользу малообеспеченных групп общества и снимет социальную напряженность.

### Первый этап экономических преобразований (1974—1981)
Начало стабилизации происходило в условиях гиперинфляции, дефицита платежного баланса, неблагоприятной внешнеэкономической конъюнктуры. Но отступать никто не хотел, было решено добиться стабилизации любой ценой, а именно: с помощью «шоковой терапии», рекомендованной МВФ. В результате:
- прекращалось государственное финансирование нерентабельных предприятий,
- резко снижалась реальная зарплата,
- сводился к минимуму общественный спрос, объём общих расходов уменьшился на одну треть,
- сократились наполовину государственные инвестиции,
- активно шел процесс приватизации.

Основные показатели первого этапа:
- устойчивые темпы роста ВВП (примерно 6 % в год). С 1977-го по 1981-й год 80 % экономического роста касалось сферы услуг[2].
- снижение втрое дефицита платежного баланса;
- ликвидация дефицита госбюджета;
- снижение инфляции до 30 % в год;
- оживление динамики промышленного производства;
- модернизация государственного аппарата в сторону роста эффективности управления и сокращении числа занятых в нём.

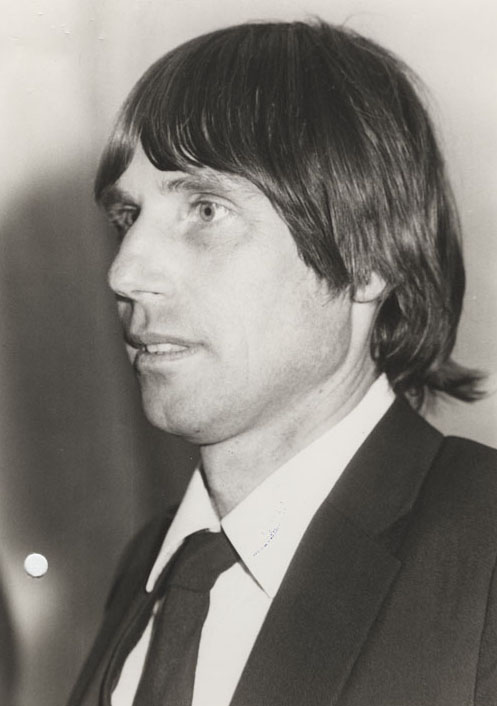
Эрнан Бучи — один из авторов экономических реформ Пиночета

Итоги первого этапа внедрения неолиберальной модели открытой рыночной экономики в Чили, помимо перечисленных достижений, в целом нельзя признать успешными. Среднегодовые темпы прироста ВВП Чили за 17 лет диктатуры были ниже среднего — 1,6 %, в то время как за последующие 17 лет демократии — 4,4 %. «Шоковая терапия» лишь позволила экономике восстановиться после обвала на 13 % в 1975 году. Рост ВВП не сопровождался структурной трансформацией экономики и созданием новых высокотехнологичных отраслей.. Негативными последствиями реформ были:
- рост внешнего долга (почти в пять раз),
- сокращение государственных инвестиций (ниже уровня 1960-х гг.),
- сохранение достаточно высокого потолка инфляции;
- подрыв национальной промышленности (снижение доли в ВВП на 6 %) и особенно её обрабатывающих отраслей (ниже уровня 1973 г.),
- ущемление традиционных предпринимательских кругов;
- высокий уровень безработицы;
- падение средней реальной заработной платы (ниже уровня 1970 года);
- маргинализация и обнищание населения;
- усиление концентрации доходов на одном полюсе общества и социального расслоения на другом (на долю 4,2 % наиболее обеспеченных слоев приходилось 60,4 % всех доходов при среднегодовом доходе на душу населения 1510 долл.).

### Второй этап экономических преобразований (1982—1989)
На экономическую политику Чили 1980-х годов серьёзно повлиял мировой экономический кризис начала 1980-х. Возник острый конфликт либеральных экономистов с националистами-корпоративистами из правительственных ведомств, типа Мисаэля Гальегильоса. Победу одержали либералы, которых поддержал Пиночет. Но к середине 80-х стало ясно, что для поступательного успешного развития чилийской экономики возврат к чисто монетаристской модели и курсу на открытую рыночную экономику нуждается в корректировке. Появление более гибкого «разумного монетаризма» связано с именем министра финансов Чили Э. Бучи. Результаты антикризисных мер и последующего «разумного монетаризма» середины и второй половины 80-х годов были впечатляющими:
- инфляция снизилась до среднемирового уровня 9—15 %;
- темпы роста ВВП поднялись в 1984—1988 гг. до 6 %, в 1989 — до 8,5 %; безработица сократилась на 9 % ;
- удалось выплатить по внешней задолженности 2 млрд долл., сократив тем самым сумму внешнего долга на 7 % (1988 г.).

## Итоги деятельности

ВВП на душу населения по ППС, 1950—2008. Латинская Америка (без Кубы) — серый цвет, Чили — синий цвет (в долларах США 2000 г.)

Цели экономического развития Чили, поставленные в рамках неолиберальной модели открытой рыночной экономики по рецептам Чикагской школы, правительство президента Пиночета смогло реализовать:
- достигнут сравнительно стабильный прирост ВВП;
- получены выгоды от приватизации государственной собственности;
- проведена модернизация основных отраслей экономики;
- экономика Чили успешно интегрировалась в международное разделение труда;
- интернационализация связей обеспечила внедрение разнообразных хозяйственных форм рыночной экономики;
- произошли социальные изменения, возникла новая экономическая элита — потребительница высоких жизненных стандартов; сформировался слой так называемой технократической элиты, влияющей на управление страной;
- в массовом сознании и психологии чилийцев утвердились новые ценности, возник слой новой культуры.

В целом, успехи касались макроэкономических факторов. На благосостоянии и жизненном уровне большинства населения страны положительным образом они не отразились: свыше 40 % чилийцев жили за чертой бедности; треть населения получала зарплату ниже уровня 1970 г.; доход 80 % чилийцев не достигал среднего национального уровня (1510 долл. в год).
Некоторые специалисты, такие как нобелевский лауреат Амартия Сен, отмечали, что политика, проводимая «чикагскими мальчиками», целенаправлено служила интересам американских корпораций в ущерб латиноамериканскому населению.